# Pilha de Volta

Diagrama esquemático de uma pilha voltaica cobre–zinco. Os discos de cobre e de zinco eram separados por espaçadores de papelão ou feltro embebidos em água salgada (o eletrólito). A pilha original de Alessandro Volta continha um disco adicional de zinco na base, e um disco adicional de cobre no topo. Mais tarde, viu-se que isso era desnecessário.

A Pilha de Volta, ou pilha voltaica, foi a primeira bateria que podia continuamente prover uma corrente elétrica a um circuito. Foi inventada por Alessandro Volta, que publicou seus experimentos em 1799. A partir de então, a pilha voltaica foi seguida por uma série de outras descobertas, incluindo a decomposição elétrica (eletrólise) da água em oxigênio e hidrogênio por William Nicholson e Antony Carlisle (1800) e a descoberta da isolação dos elementos químicos sódio (1807), potássio, (1807), cálcio (1808), boro (1808), bário (1808), estrôncio (1808) e magnésio (1808) por Humphry Davy.

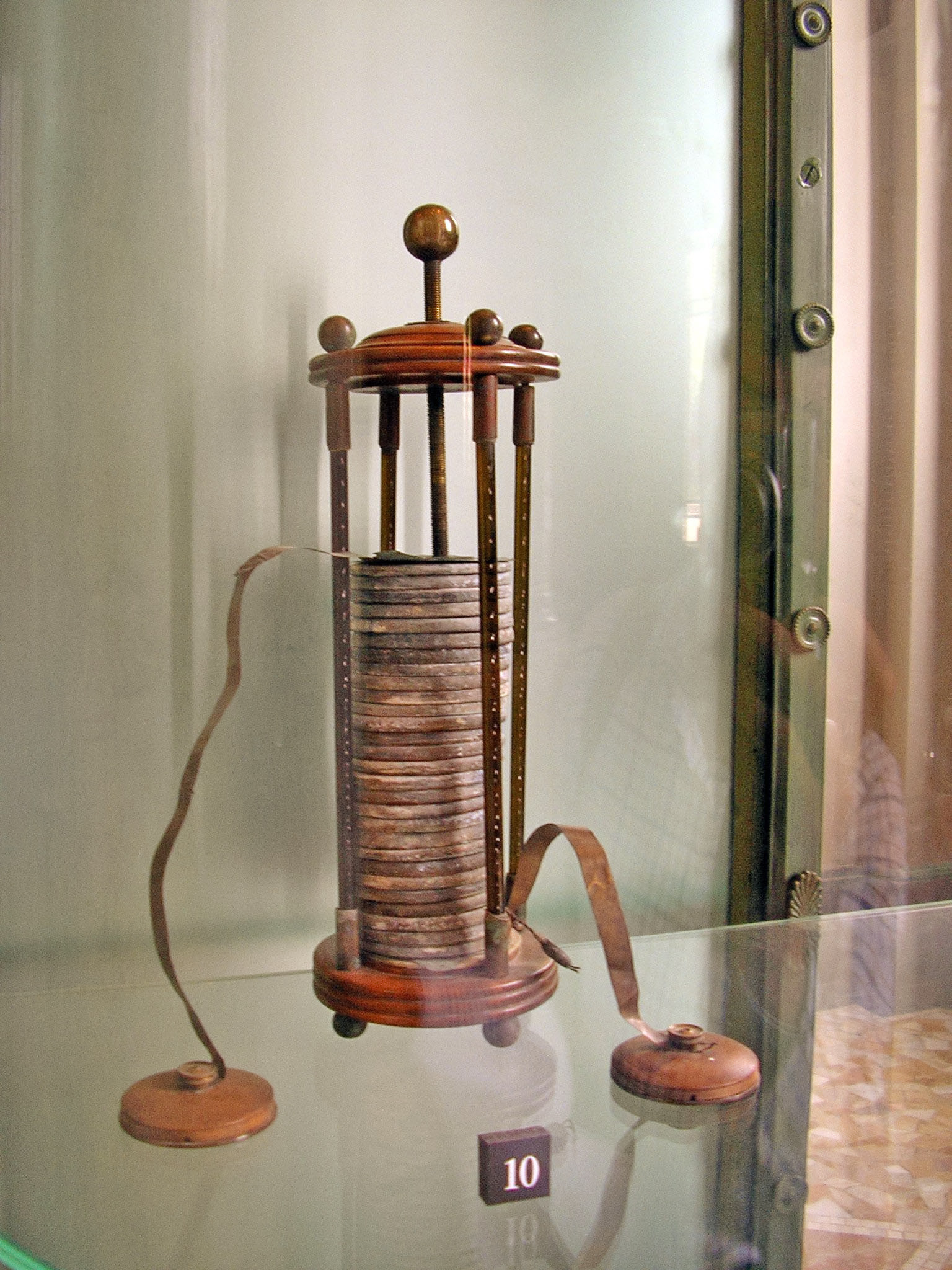
Pilha de Volta

Assim a pilha de Volta foi o primeiro gerador estático de energia elétrica a ser criado.

## Antecedentes
Por volta de 1750, o anatomista italiano Luigi Galvani (1717-1808), realizando experiências de anatomia com sapos, concluiu que a corrente elétrica tinha origem nos músculos animais.
Alessandro Volta partiu de um pressuposto diferente do de Galvani: o de que a eletricidade tinha origem nos metais. Como físico, Volta tentava provar que só existia um tipo de eletricidade, aquela estudada pelos físicos. Por isso, trocou os tecidos de organismos vivos por ferro, cobre e tecido molhado. Variando os metais usados, rapidamente se convenceu de que seu raciocínio fazia sentido.